# Train to Busan
Train to Busan (koreanska: 부산행) är en sydkoreansk zombieskräckfilm regisserad av Yeon Sang-ho med Gong Yoo, Jung Yu-mi, and Ma Dong-seok i huvudrollerna. Filmen utspelar sig huvudsakligen ombord på ett snabbtåg på väg från Seoul till Busan under en pågående zombieapokalyps och skildrar passagerarnas försök att freda sig och överleva.
Filmen hade premiär på filmfestivalen i Cannes 2016. Filmen fick flera nomineringar till Asian film awards, men vann inga priser. Filmen vann dock flera priser i olika nationella galor.
Filmen hade mer än 11 miljoner biografbesökare bara i Sydkorea och spelade in ca 95 miljoner dollar världen över.